# Эгоизм (Родина)
«Эгоизм» (англ. «Semper I») — четвёртый эпизод первого сезона психологического триллера телесериала «Родина». Его премьера изначально состоялась на канале Showtime 23 октября 2011 года.
Ордер Кэрри Мэтисон на слежку приближается к истечению, делая её более отчаянной. Броуди увеличивает своё присутствие в глазах общественности, но находит больше неурядицы в своей личной жизни.

## Сюжет
Броуди (Дэмиэн Льюис) повышен до комендор-сержанта, у него череда публичных выступлений, которые сделали очень популярной личностью. Главный советник вице-президента, Элизабет Гейнс (Линда Перл), говорит с Дэвидом Эстесом (Дэвид Хэрвуд). Она заинтересована в Броуди, в том, чтобы выдвинуть его баллотироваться на государственную должность, но у неё есть вопросы по поводу его психической устойчивости. Майк (Диего Клаттенхофф) подвозит Броуди домой после речи для выпускников войск. Разговор заходит о Броуди и его семье. Броуди настроен враждебно и саркастично благодарит Майка за то, что он был «рядом» с его семьёй и его женой, намекая на то, что он знает о романе Майка с Джессикой. Броуди позже высказывает завуалированные комментарии Джессике (Морена Баккарин), намекая на ее роман с Майком.
У Кэрри (Клэр Дэйнс) остался один день, прежде чем истечёт срок действия ордера FISA, и у неё до сих пор нет твёрдых доказательств против Броуди. Она просит Сола (Мэнди Патинкин) о продлении ордера, но Сол говорит, чтобы она сосредоточилась на денежном следе и что оборудование для слежки в доме Броуди должно быть убрано при первой же возможности. На следующий день, пока семья Броуди в церкви, Кэрри, Вёрджил (Дэвид Марчиано) и Макс (Мори Стерлинг) входят в их дом и убирают все камеры и микрофоны. Кэрри пользуется возможностью обыскать дом Броуди, найдя его медаль «За безупречную службу», и гараж, в котором нет камер. Она обыскивает гараж, найдя только ковер, который он использует для намаза, и тарелку, которое он использует для ритуального омовения перед молитвой. Эти найденные вещи ничего не говорят Кэрри.
В Лэнгли, Кэрри устраивает брифинг, где она докладывает, что через девять часов, после убийства Линн, Латиф Бен Валид был замечен в прачечной, которая также известна как место для хавалы. У них есть запись с камеры охраны 51 клиента, входящих в прачечную, любой из которых мог быть получателем денежного перевода за проданное ожерелье. Их работа заключается в расследовании этих 51 человек. Раким Файзель (Омид Абтахи), человек, который купил дом возле аэропорта вместе с Айлин Морган (Марин Айрленд), также в этом списке. Кэрри обращает своё внимание на Файзеля, когда становится известно, что он недавно совершил три поездки в Пакистан. Кэрри, вместе с аналитиком Дэнни Галвесом (Храч Титизян), изучили его прошлое и на следующий день установливают за ним слежку.
Кэрри и Дэнни следуют за Раким, когда он направляется домой с работы. В это время дома, Айлин получает звонок от неизвестного, который говорит: «Скажи ему, что на кольце большая пробка». Айлин немедленно бежит наверх и выставляет из окна американский флаг, что является для Ракима сигналом - держаться подальше от дома. Раким замечает флаг и продолжает движение, не останавливаясь. Кэрри и Дэнни продолжают следовать за ним еще некоторое время и, в конечном счёте, вычёркивают его из списка подозреваемых.
Семья Броуди устраивает вечеринку у себя дома. Слышны выстрелы на заднем дворе. Все выбегают на улицу и, к всеобщему шоку,обнаруживают, что Броуди застрелил оленя, который забрёл в их двор. Крис (Джексон Пэйс), сын Броуди, потрясен, так как ранее он любовался оленем. Джессика наконец-то вываливает на Броуди все свои разочарования, тем, что он небрежно относится к оружию, что он пугает своих детей, наряду с его сексуальными проблемами и в целом его непристойным поведением с того момента, как он вернулся. Она требует, чтобы он нашёл кого-нибудь для консультации.
Следующей ночью, Броуди говорит Джессике, что он решил пойти на собрание группы поддержки ветеранов. Кэрри, после потери возможности следить и наблюдать за Броуди, приходит к дому Броуди; она следует за ним. Вслед за ним она идёт на собрание ветеранов и притворяется, чтобы случайно натолкнулась на него. Броуди узнаёт её, что она была на допросе в ФБР. Кэрри ведёт себя смущённо и говорит, что она не должна находиться здесь. Она уходит, но Броуди следует за ней наружу. Во время короткого разговора они флиртуют друг с другом, они находят общую тему для разговора. Их связывает их ближневосточный опыт, они сетуют, как тяжело говорить об этом с людьми, которые там не были.

## Производство
Разработчики сериала и исполнительные продюсеры, Говард Гордон и Алекс Ганса, написали сценарий к эпизоду, а режиссёром стал Джеффри Начманофф.

## Реакция

### Рейтинги
Эпизод посмотрело 1.1 миллионов зрителей, что превысило рейтинг пилотного эпизода.

### Рецензии
Тодд Вандерверфф из The A.V. Club дал эпизоду оценку A- и похвалил новые сюжетные арки и конкретизацию некоторых второстепенных персонажей. Скотт Коллура из IGN дал эпизоду рейтинг 8.5/10 и сказал, по поводу финальной сцены: «Клэр Дэйнс и Дэмиэн Льюис — отличная экранная пара, и шоу строилось к этому моменту ещё с пилотного эпизода».